# Edenopteron
Edenopteron keithcrooki
Genre
Espèce
Edenopteron est un genre éteint de poissons à membres charnus au sein de la famille des Tristichopteridae.

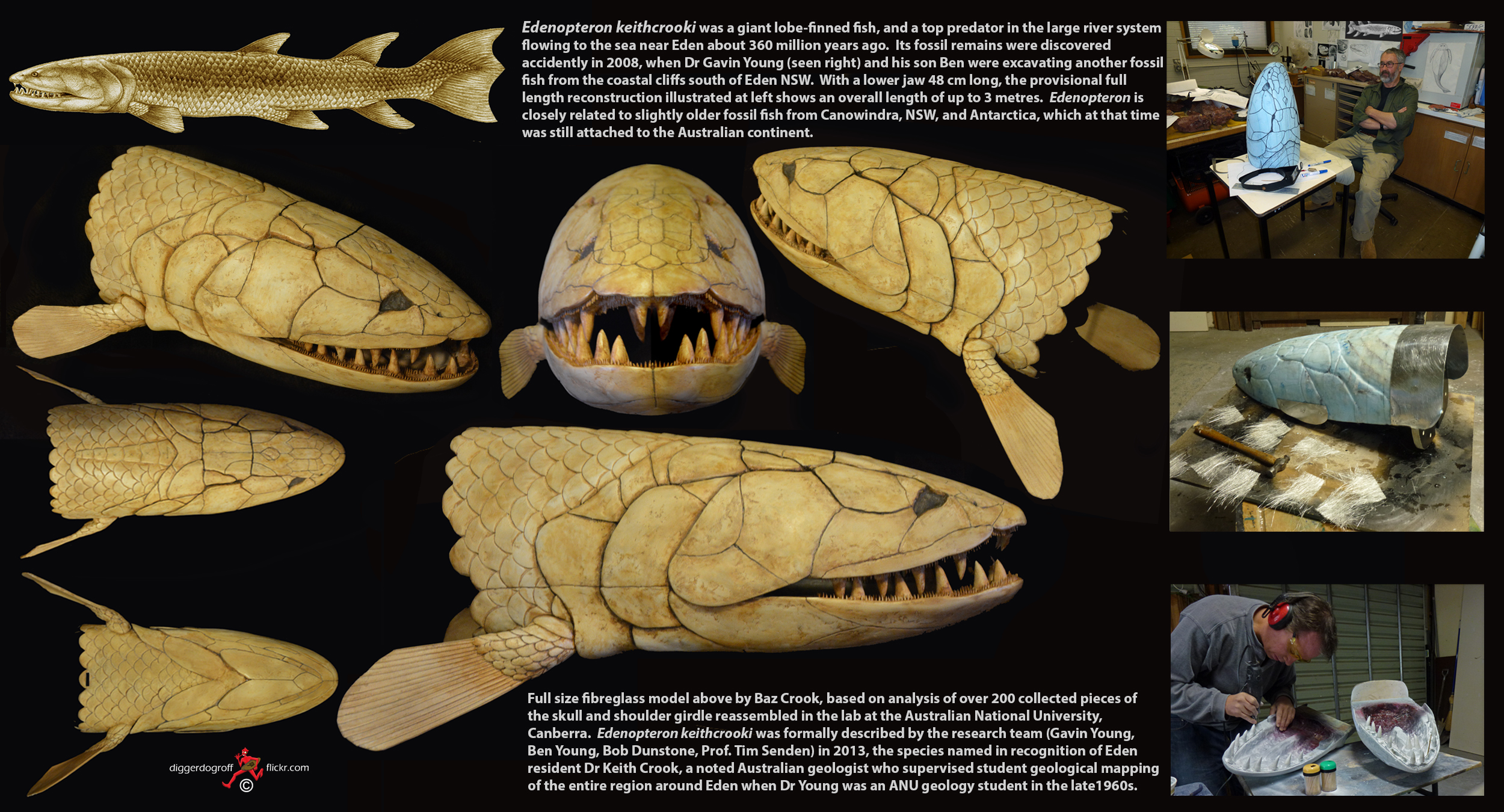

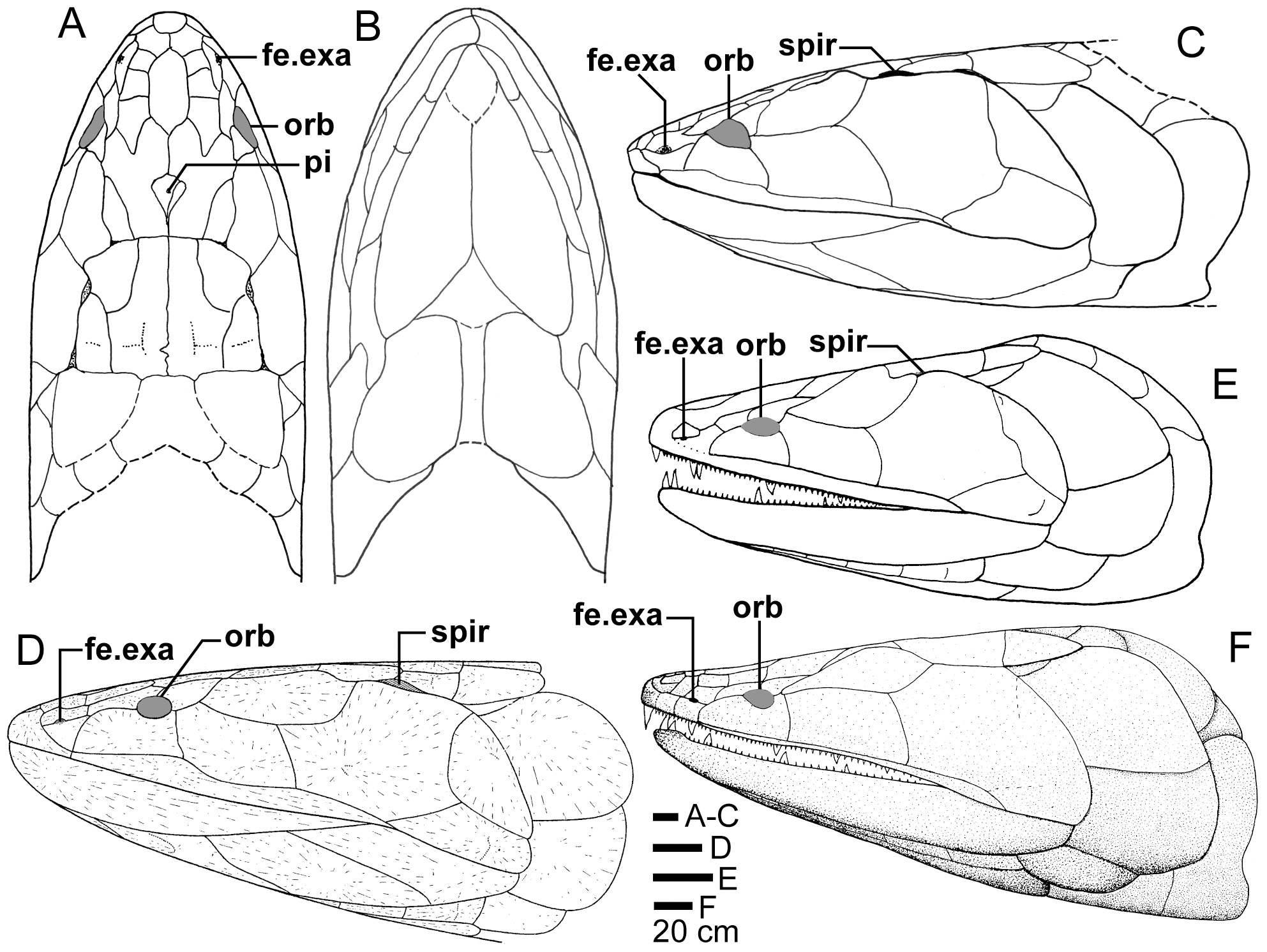
Comparaison du crâne de différents Tristichopteridae : A, B, C, Edenopteron; D, Eusthenodon E. Cabonnichthys; F, Mandageria.

Le seul fossile et la seule espèce rattachés à ce genre, Edenopteron keithcrooki, a été découvert en Australie en 2008  près de la ville d'Eden dans l'État de Nouvelle-Galles du Sud et fut décrit en 2013. Il est daté du Dévonien supérieur (Famennien), soit il y a environ 360 Ma (millions d'années).

## Étymologie
Edenopteron est la conjugaison du nom de la ville australienne voisine (Eden) et du grec « Ptéron » (aile, aileron).

## Description
Le matériel fossile est principalement constitué d'une large partie du crâne, des mandibules, d'une ceinture scapulaire et d'os dermiques.
Le crâne a environ 30 cm de long, ce qui par extrapolation, en comparaison avec d'autres Tristichopteridae connus par des fossiles plus complets, donnerait une longueur de 3 m pour l'animal en faisant ainsi un des plus grands Tristichopteridae du Dévonien.
La forme triangulaire des orbites du crâne est une particularité du genre.